# Fiona Weir
Fiona Weir est une directrice de casting britannique.
Collaboratrice régulière de Clint Eastwood, Richard Curtis et David Yates, elle est notamment connue pour son travail sur les films Harry Potter et Les Animaux fantastiques.

## Filmographie
Sauf indication contraire, les informations mentionnées dans cette section peuvent être confirmées par la base de données cinématographiques IMDb,  présente dans la section « Liens externes ».

### Cinéma
- 2003 : Love Actually
- 2003 : Master and Commander : De l'autre côté du monde
- 2005 : Harry Potter et la Coupe de feu
- 2007 : Harry Potter et l'Ordre du Phénix
- 2007 : Elizabeth : L'Âge d'or
- 2007 : À la croisée des mondes : La Boussole d'or
- 2009 : Good Morning England
- 2009 : Harry Potter et le Prince de sang-mêlé
- 2009 : Invictus
- 2010 : The Ghost Writer
- 2010 : Harry Potter et les Reliques de la Mort, partie 1
- 2011 : Harry Potter et les Reliques de la Mort, partie 2
- 2011 : The Lady
- 2011 : J. Edgar
- 2014 : Pride
- 2015 : Brooklyn
- 2015 : Les Suffragettes
- 2016 : Les Animaux fantastiques
- 2017 : Les Animaux fantastiques : Les Crimes de Grindelwald
- 2019 : Judy
- 2019 : Blackbird
- 2020 : Ammonite
- 2022 : Les Animaux fantastiques : Les Secrets de Dumbledore
- 2022 : L'École du bien et du mal
- 2023 : Marchands de douleur (Pain Hustlers) de David Yates

### Télévision
- 2005 : Rencontre au sommet
- 2022 : Mercredi (Wednesday)